# Mario Andretti
Mario Gabriele Andretti (Montona, 28 februari 1940) is een voormalige Amerikaanse autocoureur. Hij werd in 1978 wereldkampioen Formule 1 in een Lotus.
Andretti wordt beschouwd als een van de meest succesvolle Amerikaanse autocoureurs. Hij is met Dan Gurney een van de twee rijders die races kon winnen in zowel de Formule 1, de Champ Car, de NASCAR en het World Sportscar kampioenschap. Verder won hij races in de Midget car- en Sprintcarraceklassen. Hij won de Daytona 500 in 1967 en de Indianapolis 500 in 1969. Hij won tijdens zijn loopbaan in de Formule 1 twaalf races. Zijn laatste overwinning behaalde hij tijdens de Grand Prix van Nederland in 1978 en hij is tot op heden (peildatum oktober 2023) de laatste Amerikaan die een Grand Prix in de Formule 1 won. Naast zijn Formule 1-titel uit 1978 won hij vier titels in de Amerikaanse Champ Car, drie georganiseerd door de United States Automobile Club in 1965, 1966 en 1969 en de vierde en laatste titel uit 1984, die georganiseerd werd door de CART. In 2000 werd hij als erelid opgenomen in de International Motorsports Hall of Fame.

## Biografie
Mario Andretti en zijn tweelingbroer Aldo werden geboren in een Italiaans gezin in Montona, toen Italiaans gebied, maar na de Tweede Wereldoorlog werd het als Motovun bij Joegoslavië ingedeeld naar aanleiding van het Verdrag van Parijs. De familie verliet Montona en kwam met een omweg langs Italië in de Verenigde Staten terecht, waar de familie zich vestigde in Nazareth, Pennsylvania. In 1964 werd Andretti Amerikaans staatsburger. Hij huwde in 1961 met Dee Ann, de vrouw die hem Engels leerde. Ze kregen twee kinderen, Michael en Jeff, die beiden in de voetsporen van hun vader traden. Michael werd Champ Carkampioen in 1991 en Jeff reed 21 races in deze raceklasse. Michaels zoon Marco werd eveneens autocoureur. Mario's broer Aldo had kortstondig een carrière als autocoureur en zijn zoon John had een lange carrière in de NASCAR en reed daarnaast acht jaar lang in de Champ Car.
Na zijn actieve loopbaan als autocoureur werd Andretti zakenman en is hij onder meer vicevoorzitter van een wijnbedrijf, dat zijn naam draagt. Hij woont in Bushkill Township in Northampton County, Pennsylvania.

## Carrière
Mario en zijn broer Aldo startte met racen op een onverhard ovaal circuit dat gelegen was in hun woonplaats Nazareth. Mario reed tussen 1966 en 1969 veertien races in de NASCAR Grand National Series. In 1967 won hij de iconische Daytona 500.

### Champ Car
Van 1956 tot 1979 werd het belangrijkste Formuleracingkampioenschap in de verenigde Staten georganiseerd door de United States Automobile Club en stond het kampioenschap informeel bekend als de IndyCar alsook de Champ Car. Andretti debuteerde in deze raceklasse op 19 april 1964 tijdens een race in Trenton. Hij finishte tijdens zijn debuut op de elfde plaats en reed dat jaar twaalf andere races, met een derde plaats op de Milwaukee Mile als beste resultaat. Hij boekte zijn eerste overwinning een jaar later in 1965 toen hij vanaf poleposition vertrokken was op de Lucas Oil Raceway in Indianapolis en hij werd dat jaar voor de eerste keer kampioen voor A.J. Foyt, die met vijf overwinningen tweede werd in de eindstand. Andretti won in 1966 acht races en won het kampioenschap voor de tweede keer op rij. In 1967 en 1968 werd hij vicekampioen toen de titels respectievelijk naar A.J. Foyt en Bobby Unser gingen. In 1969 won hij de titel voor de derde keer.

### Formule 1

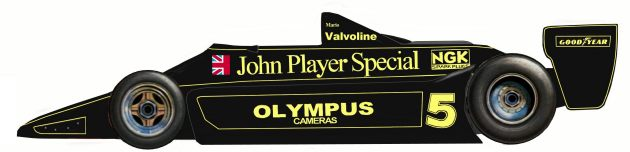
Andretti's Lotus 79 uit 1978

Andretti debuteerde op 6 oktober 1968 in de Formule 1 tijdens de Grand Prix van de Verenigde Staten in een Lotus. Hij moest opgeven met mechanische pech. Tot 1974 reed hij enkele races per jaar in de Formule 1 en de rest van het jaar concentreerde hij zich op de races in de Verenigde Staten. In 1971 reed hij vijf races voor Ferrari. Hij kon zich dat jaar niet meer kwalificeren voor de Grand Prix van Monaco, maar hij won wel de openingsrace van het jaar, de Grand Prix van Zuid-Afrika. Vanaf 1975 ging hij zich fulltime toeleggen op de Formule 1. Dat jaar reed hij voor Parnelli. In 1976 reed hij naast twee races voor Parnelli, dertien races voor Lotus. Hij won met Lotus de Grand Prix van Japan. Hij bleef de volgende vier jaar bij Lotus rijden. In 1977 werd hij met vier overwinningen derde in de eindstand van het kampioenschap.

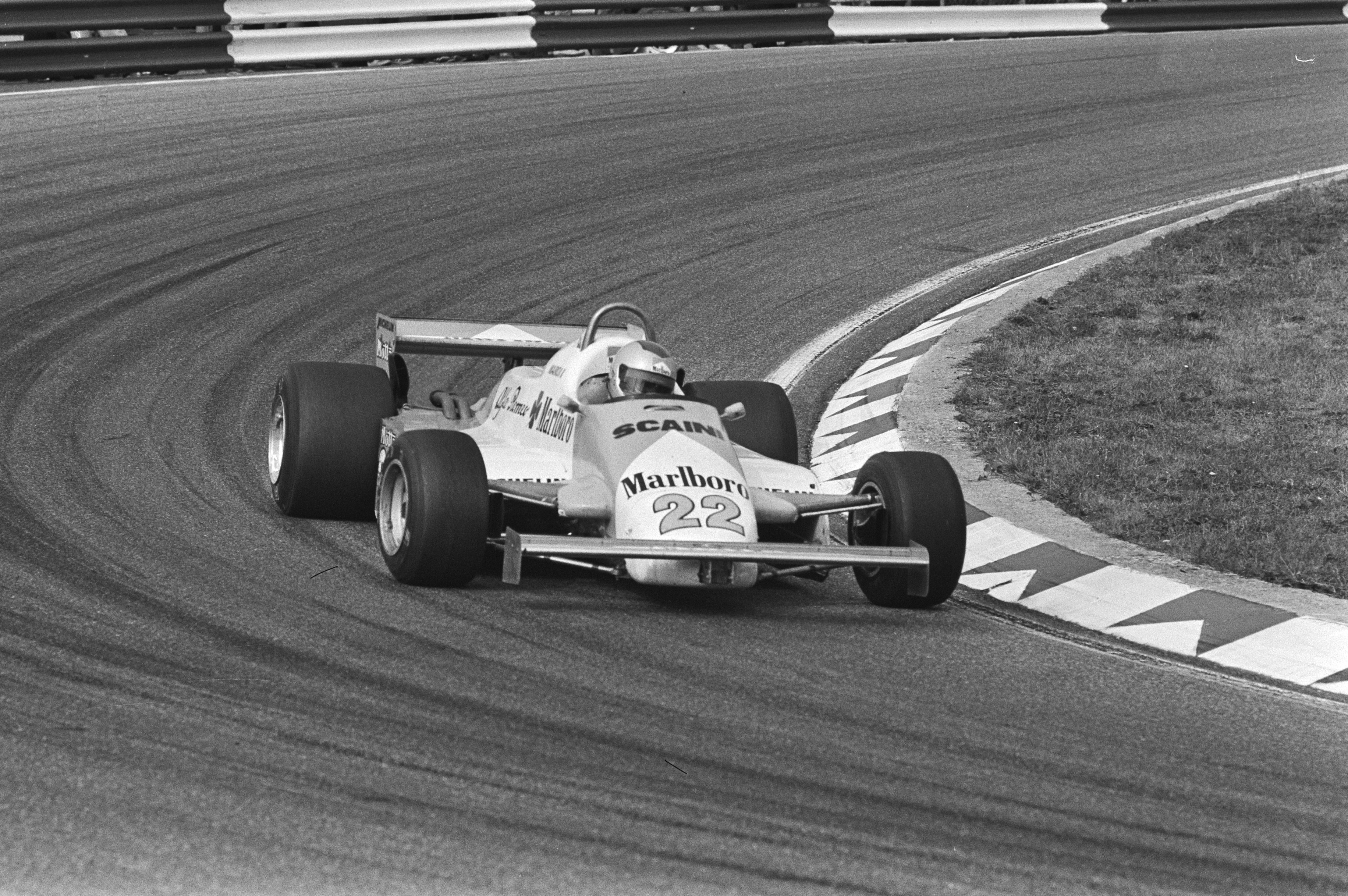
Mario Andretti in de Alfa Romeo tijdens de Grote Prijs van Nederland 1981.

In 1978 startte hij en zijn teamgenoot Ronnie Peterson in de Lotus 78. Andretti won de openingsrace van het jaar in Argentinië en Peterson kon winnen in Zuid-Afrika. Na vijf races werd de Lotus 79 geïntroduceerd, het alom geprezen ontwerp van Colin Chapman. Andretti won meteen de eerste race in deze auto tijdens de Grand Prix in België en hij won verder in Spanje, Frankrijk, Duitsland en Nederland en tussendoor won Peterson de regenrace in Oostenrijk.
Met nog drie races te gaan had Andretti twaalf punten voorsprong op Peterson en had de derde in de stand, Niki Lauda mathematisch geen kans meer om de titel te winnen. Peterson was akkoord gegaan om de teamorders te volgen en de titel aan Andretti te laten. Peterson startte de Grand Prix van Italië in de oude Lotus 78 en raakte betrokken bij een crash. Hij stierf een dag later aan zijn verwondingen. Andretti was kampioen en Peterson werd vervangen door Jean-Pierre Jarier, maar noch hij, noch Andretti konden nog punten sprokkelen tijdens de laatste twee races van het seizoen.
Andretti reed nog twee jaar voor Lotus, maar kon geen races meer winnen. In 1981 stapte hij over naar Alfa Romeo. Het werd zijn laatste volledige seizoen in de Formule 1. Hij kon dat jaar maar één keer binnen de punten rijden. In 1982 reed hij nog drie races in de Formule 1, hij werd derde in een Ferrari tijdens de Grand Prix van Italië.

### Opnieuw Champ Car
Andretti had tijdens zijn jaren in de Formule 1 het racen in de Verenigde Staten nooit helemaal opgegeven en bleef af en toe races in de Champ Car rijden tussen de Grands prix door. In 1980 reed hij vier races in de Champ Car en won hij dat jaar op de Michigan International Speedway. Een jaar later reed hij zeven races en vanaf 1982 reed hij weer het volledige programma en hij bleef dat doen tot bij zijn afscheid op het einde van 1994. In 1984 won hij zes races en werd hij met Newman-Haas Racing kampioen, zijn vierde en laatste titel in de Champ Car. Vanaf dat jaar reed zijn zoon Michael fulltime in de Champ Car en streden vader en zoon meermaals voor de zege. Op 4 april 1993, drie weken voor zijn 53e verjaardag won hij op de Phoenix International Raceway, zijn 52e en laatste overwinning uit zijn carrière. Daarmee staat hij op de tweede plaats voor het recordaantal gewonnen wedstrijden in de Champ Car, na A.J.Foyt die 67 overwinningen op zijn naam schreef.

#### Indianapolis 500

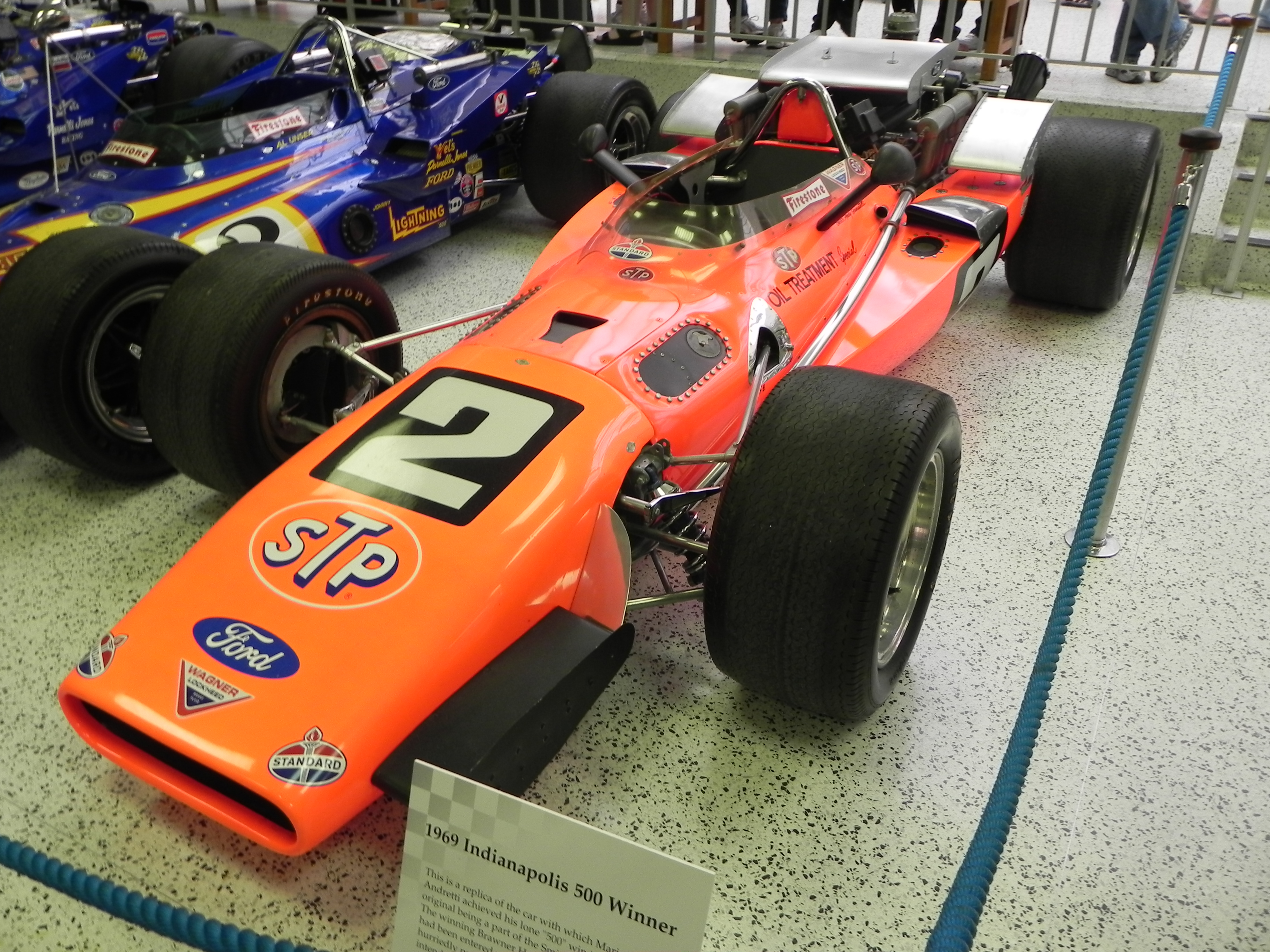
Andretti's winnende auto van de Indianapolis 500 in 1969

Andretti reed 29 keer de Indianapolis 500. Hij vertrok drie keer vanaf poleposition en kon de race één keer winnen. Tijdens de race van 1969 vertrok hij vanaf de tweede startplaats, reed hij 116 ronden aan de leiding en finishte hij op de eerste plaats voor Dan Gurney en Bobby Unser. In de Amerikaanse pers is vaak sprake van de "Andretti vloek" omdat hij vaak met pech af te rekenen kreeg tijdens de belangrijkste race van het jaar. In 1994 reed hij de race voor de laatste keer. In 2003 probeerde hij terug te keren om zich een dertigste keer te kwalificeren voor de race, maar tijdens de voorbereidende trainingen had hij een zware crash waarna hij besloot om te stoppen.

### Andere races
Andretti won de 12 uren van Sebring drie keer, in 1967 met Bruce McLaren, in 1970 met Ignazio Giunti en Nino Vaccarella en in 1972 met Jacky Ickx. Andretti en Ickx wonnen datzelfde jaar ook de 24 uur van Daytona. Andretti nam acht keer deel aan de 24 uur van Le Mans. Hij werd eerste in 1995 in de WSC-klasse en tweede overall.

## Formule 1 resultaten
| Seizoen | Team                 | Chassis        | Races | Over- winningen | Pole Positions | Podiums | Punten | Rang |
| ------- | -------------------- | -------------- | ----- | --------------- | -------------- | ------- | ------ | ---- |
| 1968    | Team Lotus           | Lotus 49B      | 2     | 0               | 1              | 0       | 0      | –    |
| 1969    | Team Lotus           | Lotus 63       | 3     | 0               | 0              | 0       | 0      | –    |
| 1970    | STP Formula One Team | March 701      | 5     | 0               | 0              | 1       | 4      | 16   |
| 1971    | Ferrari              | 312B           | 6     | 1               | 0              | 1       | 12     | 8    |
| 1972    | Ferrari              | 312B2          | 5     | 0               | 0              | 0       | 4      | 12   |
| 1974    | Parnelli             | VPJ4           | 2     | 0               | 0              | 0       | 0      | –    |
| 1975    | Parnelli             | VPJ4           | 12    | 0               | 0              | 0       | 5      | 14   |
| 1976    | Team Lotus           | Lotus 77       | 15    | 1               | 1              | 3       | 22     | 6    |
| 1977    | Team Lotus           | Lotus 78       | 17    | 4               | 7              | 5       | 47     | 3    |
| 1978    | Team Lotus           | Lotus 79       | 16    | 6               | 8              | 7       | 64     | 1    |
| 1979    | Team Lotus           | Lotus 80       | 15    | 0               | 0              | 1       | 14     | 12   |
| 1980    | Team Lotus           | Lotus 81       | 14    | 0               | 0              | 0       | 1      | 20   |
| 1981    | Alfa Romeo           | Alfa Romeo 179 | 15    | 0               | 0              | 0       | 3      | 17   |
| 1982    | Williams F1 Ferrari  | FW07C 126C2    | 3     | 0               | 1              | 1       | 4      | 19   |

Overwinningen
| Nr. | Grand Prix                              | Jaar | Team       |
| --- | --------------------------------------- | ---- | ---------- |
| 1   | Grand Prix van Zuid-Afrika              | 1971 | Ferrari    |
| 2   | Grand Prix van Japan                    | 1976 | Team Lotus |
| 3   | Grand Prix van de Verenigde Staten west | 1977 | Team Lotus |
| 4   | Grand Prix van Spanje                   | 1977 | Team Lotus |
| 5   | Grand Prix van Frankrijk                | 1977 | Team Lotus |
| 6   | Grand Prix van Italië                   | 1977 | Team Lotus |
| 7   | Grand Prix van Argentinië               | 1978 | Team Lotus |
| 8   | Grand Prix van België                   | 1978 | Team Lotus |
| 9   | Grand Prix van Spanje                   | 1978 | Team Lotus |
| 10  | Grand Prix van Frankrijk                | 1978 | Team Lotus |
| 11  | Grand Prix van Groot-Brittannië         | 1978 | Team Lotus |
| 12  | Grand Prix van Nederland                | 1978 | Team Lotus |

### Champ Car
|                       | 1964 | 1965 | 1966 | 1967 | 1968 | 1969 | 1970 | 1971 | 1972 | 1973 | 1974 | 1975 | 1976 | 1977 | 1978 | 1979 | 1980 | 1981 | 1982 | 1983 | 1984 | 1985 | 1986 | 1987 | 1988 | 1989 | 1990 | 1991 | 1992 | 1993 | 1994 | Totaal |
| --------------------- | ---- | ---- | ---- | ---- | ---- | ---- | ---- | ---- | ---- | ---- | ---- | ---- | ---- | ---- | ---- | ---- | ---- | ---- | ---- | ---- | ---- | ---- | ---- | ---- | ---- | ---- | ---- | ---- | ---- | ---- | ---- | ------ |
| Aantal races          | 10   | 16   | 15   | 19   | 27   | 24   | 18   | 10   | 10   | 15   | 11   | 4    | 4    | 6    | 8    | 1    | 6    | 9    | 12   | 14   | 16   | 15   | 18   | 16   | 16   | 16   | 17   | 18   | 16   | 17   | 17   | 421    |
| Aantal zeges          | 0    | 1    | 8    | 8    | 4    | 9    | 1    | 0    | 0    | 1    | 0    | 0    | 0    | 0    | 1    | 0    | 1    | 0    | 0    | 2    | 6    | 3    | 2    | 2    | 2    | 0    | 0    | 0    | 0    | 1    | 0    | 52     |
| Aantal pole-positions | 0    | 3    | 9    | 4    | 8    | 5    | 4    | 0    | 1    | 1    | 1    | 0    | 0    | 0    | 0    | 0    | 2    | 1    | 0    | 2    | 8    | 3    | 3    | 9    | 0    | 0    | 0    | 0    | 1    | 1    | 0    | 66     |
| Eindrangschikking     | 11   | 1    | 1    | 2    | 2    | 1    | 5    | 9    | 11   | 5    | 15   | 23   | 9    | 7    | 17   | 11   | 16   | 11   | 3    | 3    | 1    | 5    | 5    | 6    | 5    | 6    | 7    | 7    | 6    | 6    | 14   | (4x)   |

### Indianapolis 500
| Jaar | Auto          | Motor         | Start         | Finish        |
| ---- | ------------- | ------------- | ------------- | ------------- |
| 1965 | Brawner Hawk  | Ford          | 4e            | 3e            |
| 1966 | Brawner Hawk  | Ford          | 1e            | 18e           |
| 1967 | Brawner Hawk  | Ford          | 1e            | 30e           |
| 1968 | Brawner Hawk  | Ford          | 4e            | 33e           |
| 1969 | Brawner Hawk  | Ford          | 2e            | 1e            |
| 1970 | McNamara      | Ford          | 8e            | 6e            |
| 1971 | McNamara      | Ford          | 9e            | 30e           |
| 1972 | Parnelli      | Offy          | 5e            | 8e            |
| 1973 | Parnelli      | Offy          | 6e            | 30e           |
| 1974 | Eagle         | Offy          | 5e            | 31e           |
| 1975 | Eagle         | Offy          | 27e           | 28e           |
| 1976 | McLaren       | Offy          | 19e           | 8e            |
| 1977 | McLaren       | Cosworth      | 6e            | 26e           |
| 1978 | Penske        | Cosworth      | 33e           | 12e           |
| 1979 | Geen deelname | Geen deelname | Geen deelname | Geen deelname |
| 1980 | Penske        | Cosworth      | 2e            | 20e           |
| 1981 | Wildcat       | Cosworth      | 32e           | 2e            |
| 1982 | Wildcat       | Cosworth      | 4e            | 31e           |
| 1983 | Lola          | Cosworth      | 11e           | 23e           |
| 1984 | Lola          | Cosworth      | 6e            | 17e           |
| 1985 | Lola          | Cosworth      | 4e            | 2e            |
| 1986 | Lola          | Cosworth      | 30e           | 32e           |
| 1987 | Lola          | Chevrolet     | 1e            | 9e            |
| 1988 | Lola          | Chevrolet     | 4e            | 20e           |
| 1989 | Lola          | Chevrolet     | 5e            | 4e            |
| 1990 | Lola          | Chevrolet     | 6e            | 27e           |
| 1991 | Lola          | Chevrolet     | 3e            | 7e            |
| 1992 | Lola          | Ford-Cosworth | 3e            | 23e           |
| 1993 | Lola          | Ford-Cosworth | 2e            | 5e            |
| 1994 | Lola          | Ford-Cosworth | 9e            | 32e           |

### 24 uur van Le Mans
| Jaar | Klasse | Auto                                             | Team                  | Co-rijders                          | Ronden | Pos. | Klasse Pos. |
| ---- | ------ | ------------------------------------------------ | --------------------- | ----------------------------------- | ------ | ---- | ----------- |
| 1966 | P +5.0 | Ford GT40 Mk.II Ford 7.0L V8                     | Holman & Moody        | Lucien Bianchi                      | 97     | DNF  | DNF         |
| 1967 | P +5.0 | Ford GT40 Mk.IV Ford 7.0L V8                     | Holman & Moody        | Lucien Bianchi                      | 188    | DNF  | DNF         |
| 1983 | C      | Porsche 956 Porsche Type-935 2.6L Turbo Flat-6   | Porsche Kremer Racing | Michael Andretti Philippe Alliot    | 364    | 3e   | 3e          |
| 1988 | C1     | Porsche 962 C Porsche Type-935 3.0L Turbo Flat-6 | Porsche AG            | Michael Andretti John Andretti      | 375    | 6e   | 6e          |
| 1995 | WSC    | Courage C34 Porsche Type-935 3.0L Turbo Flat-6   | Courage Compétition   | Bob Wollek Éric Hélary              | 297    | 2e   | 1e          |
| 1996 | LMP1   | Courage C36 Porsche Type-935 3.0L Turbo Flat-6   | Courage Compétition   | Jan Lammers Derek Warwick           | 315    | 13e  | 3e          |
| 1997 | LMP    | Courage C36 Porsche Type-935 3.0L Turbo Flat-6   | Courage Compétition   | Michael Andretti Olivier Grouillard | 197    | DNF  | DNF         |
| 2000 | LMP900 | Panoz LMP-1 Roadster-S Élan 6L8 6.0L V8          | Panoz Motorsports     | David Brabham Jan Magnussen         | 315    | 15e  | 8e          |